# École de la nuit

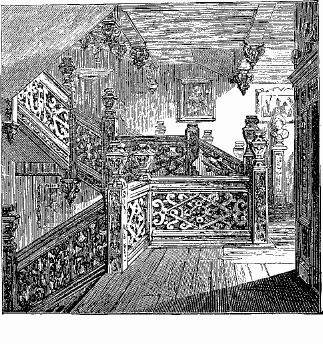
Les réunions scientifiques et philosophiques qui se tenaient chez Walter Raleigh et Henry Percy sont à l'origine de l'hypothèse d'une École de la Nuit.

La critique littéraire désigne sous le nom d'École de la Nuit (« School of Night ») une hypothèse de travail relative à la propagation de l'athéisme en Angleterre à la fin du XVIe siècle, dans les milieux aristocratiques et littéraires. Cette hypothèse a été avancée à l'université de Cambridge au milieu des années 1930 par un groupe de chercheurs spécialisés dans la littérature élisabéthaine, pour tenter de comprendre la nature des liens sociaux entre des personnages aussi divers, par leur origine sociale et leur fonction, que des poètes comme Christopher Marlowe ou George Chapman, des scientifiques comme Thomas Harriot et Henry Percy, et des courtisans aventuriers comme Walter Raleigh. 
Cette thèse est aujourd'hui largement battue en brèche, compte tenu de la meilleure connaissance que nous avons de la société élizabéthaine, et des liens de mécène à protégé à la Cour d'Élizabeth Ire. La thèse doit son succès aux nombreuses connexions que, par l'hypothèse peu vérifiable d'une cabale, elle évoque entre les puissants et les athées, dans le contexte politique troublé de l'Angleterre de cette époque.

## Origine du concept
L'expression d'École de la Nuit tire son origine d'une réplique du roi de Navarre dans la pièce de William Shakespeare intitulée Peines d'amour perdues :
Black is the badge of hell ;
The hue of dungeons and the school of night.
Dans ce passage, le roi fait une plaisanterie bizarre à propos des cheveux noirs de l'amante d'un de ses compagnons, et l'interprétation des mots école de la nuit avait d'ailleurs fait couler beaucoup d'encre depuis le XIXe siècle, lorsqu'en 1936, Muriel Bradbrook proposa la thèse d'un complot crypto-athée.

## Complots et athéisme
Il est certain que les menées répressives d'un Francis Walsingham incitaient les aristocrates curieux de science comme Raleigh et Percy, ainsi évidemment que leurs collaborateurs (Thomas Harriot, William Warner, etc.) à se réunir à l'écart des curieux et à réserver leurs découvertes au monde des Lettres. Cette attitude attisait naturellement la méfiance de leurs serviteurs et plus généralement de la population : il n'est donc pas difficile de retrouver des témoignages d'époque dénonçant les pratiques occultes de certains aristocrates et savants. Le climat de violence (Christopher Marlowe mourut assassiné, Percy fut arrêté après le Complot des poudres) ajoute encore du crédit à la thèse d'une école de la nuit.
L'intérêt de Percy et Raleigh pour les écrits de Giordano Bruno et le renouveau de l'atomisme antique achevait de donner corps, aux yeux des ecclésiastiques anglicans, à la suspicion d'athéisme. S'ils furent inquiétés devant les tribunaux pour motif religieux, aucun de ces hommes ne fut toutefois arrêté pour ce motif.
L'intérêt de l'hypothèse d'une École de la Nuit est d'avoir relancé, au XXe siècle, l'intérêt pour une période qui vit naître les premières grandes œuvres scientifiques en Angleterre, et d'avoir réconcilié histoire de la littérature, philosophie et histoire des sciences.